# الدورة 2 للجنة التراث العالمي
الدورة الثانية للجنة التراث العالمي انعقدت في الفترة ما بين 5 سبتمبر وحتى 8 سبتمبر من العام 1978، وذلك في مدينة واشنطن بالولايات المتحدة.

## الأعضاء
- أستراليا
- كندا
- الإكوادور
- مصر
- فرنسا
- ألمانيا
- غانا
- إيران
- العراق
- نيجيريا
- بولندا
- السنغال
- تونس
- الولايات المتحدة